# Orthodicranum hakkodense
Orthodicranum hakkodense là một loài rêu trong họ Dicranaceae. Loài này được Cardot Broth. mô tả khoa học đầu tiên năm 1924.